# Království Orungu
Království Orungu (portugalsky Reino da Orungu, francouzsky Royaume d'Orungu) byl malý předkoloniální stát rozkládající se na území dnešního Gabonu ve střední Africe. Existoval přibližně od roku 1700 do roku 1927. Díky své kontrole obchodu s otroky v 18. a 19. století se království stalo nejmocnějším centrem obchodu s otroky v této oblasti.

## Původ
Království Orungu je pojmenováno po svých zakladatelích, lidu Orungu neznámého původu, hovořícím jazykem myene. Většina vědců se domnívá, že tento lid na počátku 17. století migroval na jih do delty řeky Ogooué. Tato teorie je navíc podpořena skutečností, že se kultura Orungu zdá silně ovlivněna Královstvím Loango či jeho obchodníky.

## Vláda
Království Orungu tvořilo přibližně dvacet klanů. Jeden z těchto klanů držel nástupnickou linii na královském trůnu, zatímco ostatní vykonávaly dohled nad námořním obchodem přicházejícím z vnitrozemí. V dané oblasti bylo království svým politickým systém unikátní. Bylo zde obvyklé, že jeden klan vládl jedné vesnici prostřednictvím jakéhosi kolektivního vedení. U lidu Orungu tradice jediného krále sahá k legendární postavě zvané Mani Pongo. Názvy politických funkcí v království byly převzaty z království Loango a zachovávaly si i smyls pro klanovou hierarchii. Králův titul, Agamwinboni, má pravděpodobně původ mezi samotným lidem Orungu a nepoužívá předponu mani jež je typická pro království Loango a Konžské království.

## Ekonomika
Země si díky své poloze na pobřeží vytvořila svébytnou kulturu. V 17. století dominovali pobřežnímu obchodu Nizozemci a hlavním obchodním artiklem byla slonovina. Lid Orungu se věnoval především kovovýrobě a stavbě lodí, což jim umožnilo ovládnout říční obchod. Námořní obchod byl záležitostí nekrálovských klanů a zahrnoval obchod se slonovinou, včelím voskem, barvivem, kopálem a ebenem. Na počátku 19. století bylo toto malé, ale bohaté království již schopné dovážet otroky z vnitrozemí.

### Obchod s otroky
Gabonské pobřeží, podobně jako pobřeží Kamerunu, hrálo v transatlantickém obchodu s otroky jen malou roli ve srovnání s deltou Nigeru, pobřežím Loango nebo angolským pobřežím. Obchod s otroky na gabonském pobřeží získal na významu na konci 18. století. Zpočátku království Orungu otroky spíše nakupovalo a vyměňovalo je za slonovinu. Kromě otroků v té době dováželo království také železo. V 60. letech 18. století království již s otroky obchodovalo a díky zdanění říčního obchodu na řece Ogooué a San Mexias dokázal král zbohatnout. Přesto byl obchod na území lidu Orungu ve srovnání s jejich jižními sousedy méně významný. V roce 1788 vyváželo království přibližně 5 000 otroků ročně ve srovnání s 13 500 otroky, které vyváželo Království Loango. Na počátku 19. století dodávala laguna Fernan Vaz ležící jižně od Cap Lopez velké množství otroků do Království Orungu. V polovině 19. století nejvýznamnější etnické skupiny žijící na pobřeží, například lid Mpongwe, neprodávali své obyvatele, ale útočily na své sousedy. Lid Orungu však portugalským otrokářům často prodával své vlastní dlužníky, čaroděje, cizoložníky a podvodníky. V roce 1853 se orunguská monarchie pod vládou Ombango-Rogombeho rozhodla opustit obchod s otroky. Stará kasárna pro otroky ležící poblíž dnešního města Libreville byla dána k dispozici americkým misionářům. Ti zde založili školu a misii pojmenovanou Baraka. Náčelník Orungu pak přesunul obchod s otroky výše proti proudu a pokusil se v obchodu pokračovat tajně. Nelegální otrokáři posílali dál otroky po řece portugalským kupcům na pobřeží a obchod dál pokračoval až do 70. let 19. století.

## Kultura
V roce 1743 tuto oblast navštívil John Newton, který popsal místní obyvatele jako „nejhumánnější a nejmorálnější lidi se kterými se kdy v Africe setkal“. Místní obyvatelstvo v té době mělo jen malé styky s Evropany. Časem však obyvatelé království převzaly evropský způsob oblékání i zvyky. Přesto se však místní obyvatelé pevně drželi svých tradičních náboženských představ a nepřátelsky se stavěly k evropským misionářským snahám. Vystavění misie v Barace bylo pouze zastíracím diplomatickým manévrem k umlčení frakcí nesouhlasících s obchodem s otroky. Pouze několika místním lidem se dostalo západního vzdělání, čímž byl omezen jejich vliv na koloniální správu a postkoloniální politiku Gabonu. V současném Gabonu patří tento původní otrokářský kmen s přibližně 10 000 lidmi mezi menší etnické skupiny.

## Úpadek království
Pád Království Orungu byl přímo spojen s evropským potlačením obchodu s otroky. Král byl na tomto obchodu závislý a bez něj si nebyl schopen udržet zvykový královský patronát. To vedlo v roce 1873 k rozpadu království, kdy náčelník Ntchengué podepsal dohodu s Francouzi. V roce 1927 pak Francie kolonizovala zbytek království.